# Trissolcus mitsukurii
Espèce
Trissolcus mitsukurii est une espèce d'insectes hyménoptères apocrites, de la famille des Scelionidae, décrite en 1904 par Ashmead. C'est un parasitoïde des œufs de punaises.

## Origine
Originaire d’Asie de l’Est (notamment du Japon, de Chine et de Corée), Trissolcus mitsukurii, est un parasitoïde d’œufs spécialisé dans les punaises pentatomides, dont la punaise diabolique (Halyomorpha halys), un ravageur hautement invasif des cultures fruitières et maraîchères.
Bien que T. mitsukurii n’ait pas été introduit volontairement en Europe, il a été détecté pour la première fois en Italie en 2016, vraisemblablement à la suite d’une introduction accidentelle liée au commerce international. Depuis, il s’est progressivement étendu en Europe du Sud, notamment en Espagne, en Slovénie, et en France.

### Détection en France
En 2021, Trissolcus mitsukurii a été détecté pour la première fois en France, dans le cadre d’un programme de surveillance conduit par l’INRAE et l’Association Nationale des Producteurs de Noisettes (ANPN). L’étude s’est appuyée sur l’exposition d'ooplaques sentinelles et de la récolte d'ooplaques natuelles entre 2019 et 2021. T. mitsukurii a été identifié parmi les parasitoïdes émergents et son identité a été confirmée par des méthodes morphologiques (DISAFA) et moléculaires (INRAE).
Cette découverte constitue une première étape dans l’évaluation du potentiel de régulation naturelle de H. halys par des parasitoïdes exotiques déjà présents sur le territoire, à l’instar de Trissolcus japonicus, également détecté dans le sud-ouest de la France en 2024.